# Dilke (Saskatchewan)
Pour les articles homonymes, voir Dilke.
Dilke est une communauté située dans la province de la Saskatchewan, dans le centre-sud.